# Shepard Fairey
Pour les articles homonymes, voir Shepard.
Frank Shepard Fairey ou Shepard Fairey, également connu sous le pseudonyme Obey, est un street artiste américain, sérigraphiste, muraliste et illustrateur né le 15 février 1970 à Charleston en Caroline du Sud. 
Issu de la scène du skateboard, il s'est d'abord fait connaître par les autocollants André the Giant Has a Posse, qui ont donné la campagne Obey Giant.
Il a créé, pour la campagne présidentielle américaine de 2008, le poster « Hope » de Barack Obama qui deviendra une image icône de la campagne. L'Institut d'art contemporain de Boston le considère comme un des plus connus, des meilleurs et des plus influents artistes de street art du moment.
En France, Fairey est d'abord exposé à la Base, la galerie éphémère d'Invader où il présente de petits portraits de guérilleros cagoulés et plusieurs fois à la galerie Magda Danysz qui a défendu très tôt son travail en galerie. Il participe au M.U.R. en mai 2007 lors d'une pièce avec WK interact. Une de ses recompositions d'affiches est exposée à la Fondation Cartier lors de l'exposition « Né dans la rue - Graffiti », à l'automne 2009. En 2019, il participe au Grenoble Street Art Fest et fait l'objet de l'exposition « Facing the Giant : 3 decades of Dissent », qui célèbre ses 30 ans de carrière, à la galerie Itinerrance (Paris).

## Biographie
Frank Fairey est né et a grandi à Charleston (Caroline du Sud). Son père était à cette époque médecin. En 1984, il s'est plongé dans l'art en commençant à dessiner sur des t-shirts et des skateboards,.
Fairey a été diplômé du lycée de Wando (Wando High School) en 1988. Durant ses études à la Rhode Island School of Design (RISD) en 1989, il a créé la campagne de stickers André the Giant Has a Posse, donnant naissance à la campagne Obey Giant. La campagne est devenue, selon les mots de Fairey, une « expérience en phénoménologie ». Il a reçu le diplôme de RISD en 1992, avec une maîtrise en arts dans l'illustration, et il réside actuellement à Los Angeles, en Californie, avec sa femme Amanda et ses filles Vivienne et Madeline.
Une fois diplômé, Shepard Fairey a fondé Alternate Graphics, une petite entreprise d'impression à Providence (Rhode Island), spécialisée dans l'impression de T-shirts et stickers. En 1994, il rencontre la cinéaste américaine Helen Stickler, qui réalise l'année suivante un court documentaire à son sujet : André the Giant Has a Posse. Ce documentaire sera présenté en 1995 au New York Underground Film Festival puis en 1997 au Sundance Film Festival.
De 1997 à 2003, Fairey, conjointement avec Dave Kinsey et Phillip DeWolff, dirige le studio BLK/MRKT Inc., spécialisé en « guérilla marketing », avec des clients comme Pepsi, Hasbro, Netscape, pour lequel Fairey créa la version au dinosaure rouge du logo de la fondation Mozilla et la mascotte de Mozilla.
En 2003, il fonde l'agence de design graphique Studio Number One avec son épouse Amanda Fairey. Ils réalisent la pochette du disque des Black Eyed Peas, Monkey Business et l'affiche du film Walk the Line. Fairey est aussi l'auteur des pochettes de Zeitgeist de The Smashing Pumpkins, Whiskey on a Sunday de Flogging Molly, de la compilation de Led Zeppelin Mothership et de The Greater Of Two Evils d'Anthrax.
En 2004, Fairey, Robbie Conal et Mear One (en) ont réalisé, pour le collectif Post Gen, une série de posters "anti-war, anti-Bush" pour une campagne de Street art intitulée « Be the Revolution ».
En 2004, il réalise la campagne « Be the Revolution » pour Post Gen. Il fonde Swindle Magazine avec Roger Gastman. En 2005, Fairey collabore avec DJ Shadow pour un coffret de t-shirts, stickers, affiches et CD. La même année, il est en résidence au Contemporary Museum d'Honolulu (en). En 2006, Fairey réalise huit gravures de vinyls pour une édition limitée de maxi-45 tours du groupe alternatif Mission of Burma et travaille avec le groupe Interpol[source secondaire souhaitée].
En 2006, sort le livre Supply and Demand : The Art of Shepard Fairey. En 2008, Philosophy of Obey (Obey Giant) : The Formative Years (1989 - 2008), dirigé par Sarah Jaye Williams. En juin 2007, Fairey présente une exposition intitulée "E Pluribus Venom," à la galerie Jonathan LeVine. En septembre 2008, il expose sous le titre Duality of Humanity à la Shooting Gallery de San Francisco. 
Fairey est aussi DJ dans de nombreux clubs sous les noms de DJ Diabetic et Emcee Insulin car il est diabétique. 
Il siège au comité de Reaching to Embrace the Arts, une association qui fournit des fournitures artistiques aux écoles et aux étudiants dans le besoin[source insuffisante].
Le 6 février 2009 au soir, Shepard Fairey est arrêté à Boston pour des graffitis dont il serait l'auteur, alors qu'il se rendait à l'Institut d'art contemporain de Boston qui présente son exposition, « Supply and Demand ». Il est ensuite remis en liberté sous caution. Selon la police, il aurait graffité deux immeubles avec un motif qu'il utilisait lors d'une précédente campagne artistique. L'un des sites est sur la voie ferrée proche de l'université de Boston. Selon le musée qui l'accueille, Shepard Fairey était depuis deux semaines à Boston, où il peignait pour la ville une bannière de six mètres sur quinze.
En juin 2012, Shepard Fairey réalise une fresque géante de vingt-cinq mètres de haut représentant un visage féminin (Rise Above Rebel), sur la façade d'un immeuble d'habitation situé au coin de la rue Jeanne-d'Arc et du boulevard Vincent-Auriol à Paris. 
En juin 2016, Shepard Fairey et son équipe peignent deux nouvelles fresques dans le 13e arrondissement de Paris : 
- La première, « Delicate Balance » , au 60 rue Jeanne-d'Arc, est réalisée à l'occasion de son exposition Earth Crisis à la galerie Itinerrance.
- La seconde, au croisement du boulevard Vincent-Auriol et de la rue Nationale, est peinte après les attentats du 13 novembre 2015 à Paris et Saint-Denis : une Marianne entourée de la devise « Liberté, Égalité, Fraternité »[18].

En juin 2019, dans le cadre du Grenoble Street Art Fest, il réalise une fresque de vingt-cinq mètres de haut représentant un visage féminin sur le pignon d'une résidence d'étudiants située à l'angle du boulevard Maréchal-Joffre et de l'avenue Général-Champon à Grenoble. La même semaine, une exposition de 600 de ses œuvres ouvre ses portes à l'ancien musée-bibliothèque de Grenoble, exposition qu'il présente lui-même,.  
Quelques jours plus tard, Shepard Fairey peint sa 100e fresque mondiale place Igor-Stravinsky, à côté du Centre Pompidou (Paris). 
Il a créé gratuitement des images concernant la présidence de Donald Trump,,,.

### Expositions et rétrospectives
Son travail est présent dans les collections du Smithsonian, du Los Angeles Country Museum of Art, du Musée d'Art moderne de New York, du Victoria and Albert Museum de Londres. Sa première rétrospective muséale Supply & Demand (du même nom que son livre) s'est ouverte à Institute of Contemporary Art de Boston, du 6 février au 16 août 2009.
Shepard Fairey comptait parmi les artistes représentés au musée du Graffiti de L'Aérosol à Paris de 2017 à 2018 pour l'exposition Maquis-art Hall of Fame organisé par maquis-art, puis à l'exposition « Conquête urbaine, Street Art » au musée des Beaux-Arts de Calais en 2019.
Une exposition rétrospective de ses œuvres a lieu dans l'ancien musée Guimet à Lyon du 8 mars au 9 juillet 2023.

## Influences
Le travail de Shepard Fairey est influencé par Andy Warhol, Alexandre Rodtchenko, Barbara Kruger, Robbie Conal et Diego Rivera. Sa campagne Obey est en partie inspirée du film de John Carpenter Invasion Los Angeles. Il en récupère plusieurs slogans, comme Obey, ou encore This is Your God.

## Œuvres

### Le poster «Hope» sur Barack Obama

#### L'image d'une campagne présidentielle
Shepard Fairey crée une série d'affiches en soutien à la candidature de Barack Obama à l'élection présidentielle de 2008,, ainsi qu'un design pour la campagne Rock the Vote (en).
Le 5 novembre 2008, la ville de Chicago installe des bandeaux avec le portrait « Hope » le long des rues ceinturant le quartier des affaires au centre-ville, avec la mention « Félicitations au Chicagoen Barack Obama, président-élu des États-Unis d'Amérique, ». Fairey crée aussi « Change » et « Vote », deux images supplémentaires pour la campagne Obama. Dans de nombreuses interviews, il indique que l'affiche originelle disait Progress mais que l'équipe de campagne l'avait contacté pour le remplacer par un message plus en ligne avec celui de la campagne. Fairey distribue à ses frais 300 000 autocollants et 500 000 affiches pendant la campagne, se finançant par la vente d'affiches et de dérivés.

Barack Obama lui envoie une lettre de remerciements pour son soutien : 

« Je veux vous remercier d'avoir utilisé votre talent au service de ma campagne. Vos messages politiques ont encouragé les Américains à croire qu'ils pouvaient changer le statu quo. Vos images ont un effet profond sur les gens, qu'elles soient vues dans une galerie ou sur un panneau indicateur. C'est un privilège pour moi d'avoir été l'objet de votre travail d'artiste et une fierté d'avoir eu votre soutien. »

Time commande à Fairey le portrait d'Obama, utilisé en couverture du numéro consacré à la « personnalité de l'année 2008 ». Cette image a aussi été utilisée en couverture du numéro de février 2009 de Esquire Magazine. GQ Magazine a désigné Fairey parmi ses hommes de l'année, pour l'influence qu'il a eue sur l'élection.
En janvier 2009, l'US National Portrait Gallery achète l'image originale Hope pour sa collection permanente. Fairey a réalisé Be The Change, une affiche officielle de l'investiture du président élu le 20 janvier 2009.

#### Controverses autour de la propriété intellectuelle d'une image
En 2009, après diverses recherches sur l'origine de la photographie à la base du travail de l'affichiste, il a été conclu que l'affiche « Hope » était basée sur une photographie prise en avril 2006 par Mannie Garcia, alors en contrat freelance avec l'Associated Press (AP), qui réclame d'être créditée ainsi qu'une compensation financière. Garcia affirme cependant qu'il est le détenteur des droits de la photographie et il déclare être fier de l'impact de son image à travers le travail artistique de Fairey.
Fairey pense que son travail en l'espèce tombe dans la catégorie de l'usage raisonnable (Fair use). Les avocats des deux parties discutaient d'un règlement amiable, mais Fairey a engagé une poursuite fédérale contre l'Associated Press pour obtenir un jugement déclaratoire indiquant que son usage de la photo relevait du fair use et pas du copyright,.

#### Imitations
L'affiche a elle-même fait l'objet de nombreuses imitations et détournements, notamment avec une campagne d'affichage parisienne reprenant le visage de Nicolas Sarkozy, à la manière de, et le slogan de campagne de Barack Obama, « Yes, we can! », campagne réalisée par Greenpeace, au risque de voir son impact graphique dévoyé, et même d'applications en ligne de générations d'images. [réf. nécessaire]
Elle a été également détournée pour lutter contre Donald Trump avec le slogan « Nope » et manifester le jour de son installation à la Maison-Blanche. 

### Fresque Marianne
Cette œuvre est transposée en un tableau, un temps accroché au siège de campagne de La République en marche !, puis installé au palais de l'Élysée, après la victoire à l'élection présidentielle d'Emmanuel Macron, que l'artiste a rencontré. Ce tableau est très visible dans le décor, et remarqué par les téléspectateurs et la presse, lors d'une interview télévisée de celui-ci, diffusée par TF1, le 15 octobre 2017.
Dans la nuit du 13 décembre 2020, la peinture murale est détournée par un groupe anonyme : le slogan « Liberté, Égalité, Fraternité » est biffé à la peinture blanche et remplacé par le tag « Marianne pleure », et des larmes de sang sont peintes sur son visage,. L'action a lieu dans le cadre de la campagne #MariannePleure, lancée par le mouvement Concorde. En réaction, Shepard Fairey déclare : « Je suis aux côtés de tous/toutes celles et ceux qui protestent contre l’injustice, si c’est ce que cette action voulait être, je la comprends. »

## Publications
- (en) Obey:Earth Crisis (2017), Albin Michel
- (en) Covert to Overt: The Under/Overground Art of Shepard Fairey (2015), Rizzoli
- (en) MAYDAY: The Art of Shepard Fairey (2010), Ginkgo Press
- (en) E Pluribus Venom (2008), Ginkgo Press
- (en) Obey: Supply & Demand, The Art of Shepard Fairey (2006), Ginkgo Press
- (en) Shepard Fairey: Post No BIlls (2002), Ginkgo Press
- (en) Make art Not war